# Trstenica

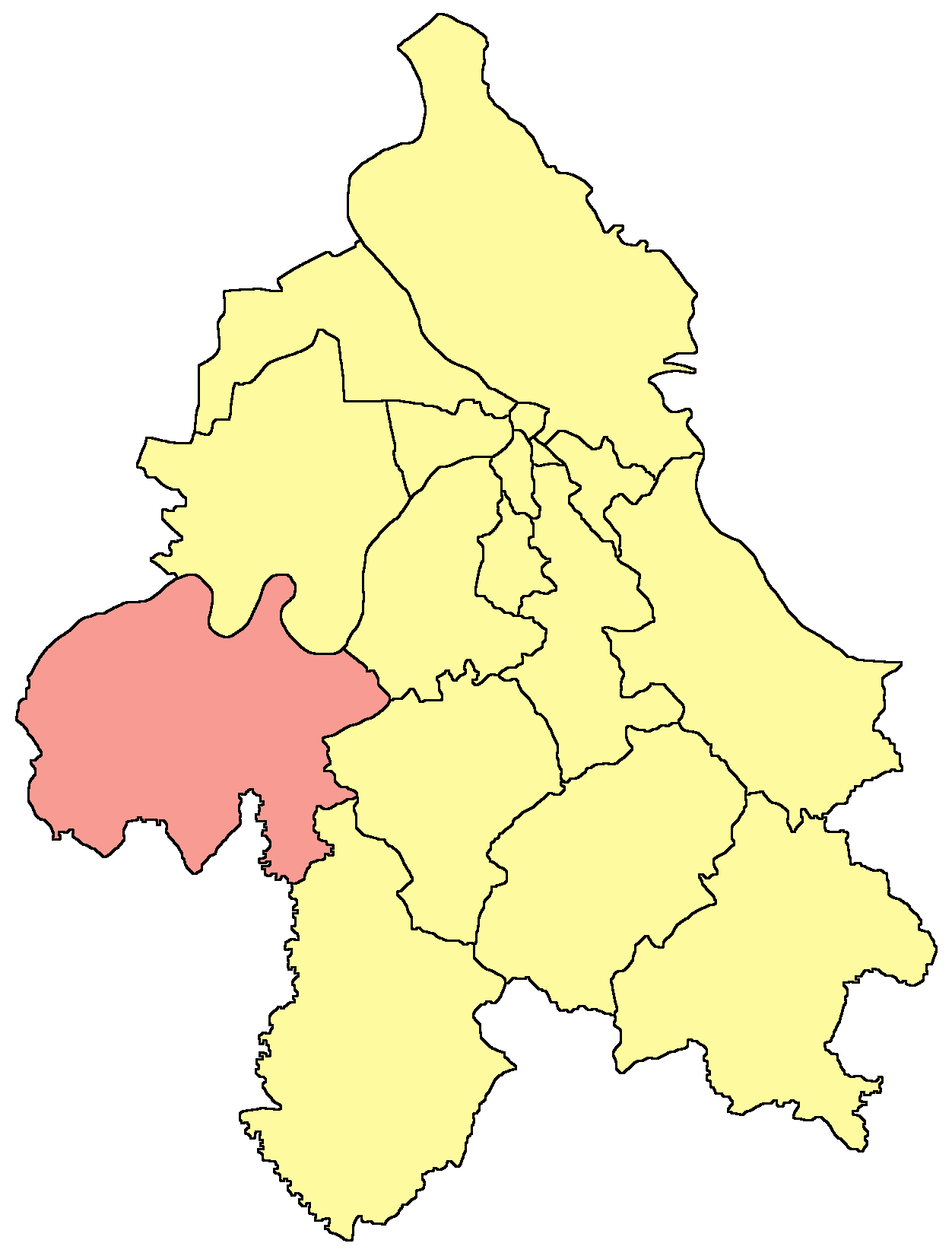
Localisation de la municipalité d'Obrenovac dans la Ville de Belgrade

Trstenica (en serbe cyrillique : Трстеница) est un village de Serbie situé dans la municipalité d’Obrenovac et sur le territoire de la Ville de Belgrade. Au recensement de 2011, il comptait 783 habitants.

## Démographie

### Évolution historique de la population
| 1948  | 1953  | 1961  | 1971 | 1981 | 1991 | 2002 | 2011 |
| ----- | ----- | ----- | ---- | ---- | ---- | ---- | ---- |
| 1 202 | 1 213 | 1 116 | 971  | 968  | 967  | 917  | 783  |

|  |